# Виробництво в’яжучих речовин з відходів збагачення вугілля
У результаті термообробки відходів газоподібним теплоносієм з температурою 600—800 °C відбувається дегідратація глинистих складових, внаслідок чого відходи набувають нових якісних характеристик.
Термооброблені відходи можуть бути додані до цементів як клінкерна добавка у кількості 10—15 %. Це дає змогу знизити витрати палива і збільшити продуктивність цементних печей.
Приклад. У роботі досліджено та обґрунтовано можливість використання відходів вуглезбагачення Коркинського вугільного розрізу як компонент портландцементної сировинної суміші і для виробництва добавок в цемент, що активізують процеси його гідратації. Результати лабораторних досліджень і промислових випробувань при мокрому способі підготовки сировини на цементному заводі ЗАТ «Уралцемент» виявили, що відходи вуглезбагачення Коркинського вугільного розрізу є цінним компонентом сировинної суміші, що дає змогу інтенсифікувати основні процеси виробництва цементу, підвищити продуктивність сировинних млинів з 68 до 73 т/год при одночасному зниженні питомої витрати електроенергії з 23,6 до 21,4 кВт·год/т, знизити при випалюванні клінкеру питому витрату умовного палива на 32,1 кг/т, підвищити продуктивність цементних млинів з 25 до 26,3 т/год, при одночасному зниженні витрат електроенергії на 5 %, забезпечити стійкий випуск цементу М-500.